# Jiang Haiqi
Jiang Haiqi (蒋海琦S; 17 gennaio 1992) è un nuotatore cinese.

## Carriera
Ha fatto parte della staffetta che ha vinto la medaglia di bronzo nella 4x200m stile libero alle Olimpiadi di Londra 2012.

## Palmarès
- Giochi olimpici

Londra 2012: bronzo nella 4x200m sl.
- Giochi asiatici

Canton 2010: oro nella 4x100m sl e nella 4x200m sl.